# Nuoto ai XIII Giochi dei piccoli stati d'Europa
Le competizioni di nuoto ai XIII Giochi dei piccoli stati d'Europa si sono svolte dal 2 giugno al 5 giugno 2009. Tutti gli eventi si sono disputati alla Limassol Swimming Pool di Limassol.

## Calendario
| ● | Competizioni | ● | Finali |

| Giugno |   |   |   |   |   |
| 1      | 2 | 3 | 4 | 5 | 6 |
|        | ● | ● | ● | ● |   |

## Podi

### Uomini
| Evento                          | Oro | Perform.   | Argento | Perform. | Bronzo | Perform. |
| Stile libero                    | |            | |          | |          |
| 50 m (dettagli)                 | Arni Mar Arnason | 22"87 RG   | Raphael Stacchiotti | 23"57    | Francois-Xavier Paquot                                                                                                   | 23"84    |
| 100 m (dettagli)                | Raphael Stacchiotti | 50"80      | Alexandre Bakhtiarov | 51"36    | Arni Mar Arnason | 51"39    |
| 200 m (dettagli)                | Raphael Stacchiotti | 1'50"35 RG | Alexandre Bakhtiarov | 1'53"44  | Francois-Xavier Paquot                                                                                                   | 1'54"32  |
| 400 m (dettagli)                | Raphael Stacchiotti | 4'00"30    | Emanuele Nicolini | 4'04"25  | Sindri Thor Jakobsson | 4'06"14  |
| 1500 m (dettagli)               | Sindri Thor Jakobsson | 16'17"74   | Emanuele Nicolini | 16'27"29 | Marios Papagiannopoulos                                                                                                  | 16'28"45 |
| Dorso                           | |            | |          | |          |
| 100 m (dettagli)                | Raphael Stacchiotti | 57"05 RG   | David Hildibe Adalsteinsson                                                                                                  | 58"03    | Marios Panagi | 1'00"13  |
| 200 m (dettagli)                | Raphael Stacchiotti | 2'06"37    | David Hildibe Adalsteinsson                                                                                                  | 2'10"48  | Giannis Zinonos | 2'11"52  |
| Rana                            | |            | |          | |          |
| 100 m (dettagli)                | Jakob Jóhann Sveinsson | 1'02"75 RG | Arni Mar Arnason | 1'02"85  | Hocine Haciane Constantin                                                                                                | 1'03"54  |
| 200 m (dettagli)                | Jakob Jóhann Sveinsson | 2'16"34    | Hocine Haciane Constantin | 2'17"10  | Arni Mar Arnason | 2'21"55  |
| Farfalla                        | |            | |          | |          |
| 100 m (dettagli)                | Alexandre Bakhtiarov | 54"80      | Birkir Mar Jonsson | 56"40    | Sebastien Brillouet | 57"67    |
| 200 m (dettagli)                | Sindri Thor Jakobsson | 2'03"58 RG | Hocine Haciane Constantin | 2'03"79  | Pietro Paolo Camilloni                                                                                                   | 2'10"47  |
| Misti                           | |            | |          | |          |
| 200 m (dettagli)                | Raphael Stacchiotti | 2'04"36 RG | Hocine Haciane Constantin | 2'09"29  | Sebastien Brillouet | 2'16"28  |
| 400 m (dettagli)                | Raphael Stacchiotti | 4'28"78 RG | Hocine Haciane Constantin | 4'35"77  | Jakob Jóhann Sveinsson                                                                                                   | 4'41"15  |
| Staffette                       | |            | |          | |          |
| 4x100 m stile libero (dettagli) | Islanda Bragi Thorsteinsson (53"32) David Hildibe Adalsteinsson (52"36) Birkir Mar Jonsson (52"52) Arni Mar Arnason (50"60)           | 3'28"80    | Monaco Tomas Molina (52"32) Sebastien Brillouet (51"90) Francois-Xavier Paquot (51"24) Cedric Rousseau (57"03)               | 3'32"49  | San Marino Pietro Paolo Camilloni (55"42) Alberto Tasini (55"64) Juan Cruz Guidi (56"23) Emanuele Nicolini (56"11)       | 3'43"40  |
| 4x200 m stile libero (dettagli) | Islanda Sindri Thor Jakobsson (1'57"43) David Hildibe Adalsteinsson (1'58"50) Arni Mar Arnason (1'54"14) Birkir Mar Jonsson (1'55"08) | 7'45"15    | Cipro Nicolas Aresti (2'00"24) Marios Papagiannopoulos (1'57"59) Alexandros Arestis (1'56"28) Alexandre Bakhtiarov (1'56"96) | 7'51"07  | Monaco Tomas Molina (1'56"63) Cedric Rousseau (2'06"98) Francois-Xavier Paquot (1'52"49) Sebastien Brillouet (1'56"73)   | 7'52"83  |
| 4x100 m misti (dettagli)        | Islanda David Hildibe Adalsteinsson (58"66) Jakob Jóhann Sveinsson (1'02"41) Birkir Mar Jonsson (57"13) Arni Mar Arnason (51"79)      | 3'49"99    | Cipro Marios Panagi (1'00"57) Georgios Lagos (1'02"00) Alexandre Bakhtiarov (56"70) Alexandros Arestis (55"66)               | 4'01"39  | San Marino Alberto Tasini (1'03"56) Mattia Guerra (1'13"58) Pietro Paolo Camilloni (1'00"81) Emanuele Nicolini (1'03"30) | 4'21"25  |

### Donne
| Evento                          | Oro | Perform.   | Argento | Perform. | Bronzo | Perform. |
| Stile libero                    | |            | |          | |          |
| 50 m (dettagli)                 | Ragnheidur Ragnarsdottir | 25"62 RG   | Ingibjorg Jonsdottir                                                                                                 | 26"69    | Rania Pavlou | 26"98    |
| 100 m (dettagli)                | Ragnheidur Ragnarsdottir | 55"97 RG   | Anna Stylianou | 56"47    | Christine Mailliet                                                                                                 | 58"02    |
| 200 m (dettagli)                | Anna Stylianou | 2'02"28 RG | Christine Mailliet                                                                                                   | 2'05"10  | Sigrun Bra Sverrisdottir                                                                                           | 2'05"73  |
| 400 m (dettagli)                | Anna Stylianou | 4'19"36 RG | Julia Hassler | 4'21"34  | Sigrun Bra Sverrisdottir                                                                                           | 4'24"95  |
| 800 m (dettagli)                | Julia Hassler | 8'52"18 RG | Anna Stylianou | 9'08"63  | Sigrun Bra Sverrisdottir                                                                                           | 9'15"67  |
| Dorso                           | |            | |          | |          |
| 100 m (dettagli)                | Sarah Rolko | 1'03"32 RG | Sarah Blake Bateman                                                                                                  | 1'04"76  | Dana Gales | 1'05"70  |
| 200 m (dettagli)                | Sarah Rolko | 2'15"77 RG | Johanna Gerda Gustafsdottir                                                                                          | 2'19"82  | Dana Gales | 2'21"74  |
| Rana                            | |            | |          | |          |
| 100 m (dettagli)                | Hrafnhildur Lúthersdóttir | 1'11"21 RG | Erla Dogg Haraldsdottir                                                                                              | 1'12"88  | Anastasia Christoforou                                                                                             | 1'13"12  |
| 200 m (dettagli)                | Hrafnhildur Lúthersdóttir | 2'32"29 RG | Erla Dogg Haraldsdottir                                                                                              | 2'36"16  | Aurelie Waltzing                                                                                                   | 2'44"21  |
| Farfalla                        | |            | |          | |          |
| 100 m (dettagli)                | Anna Schoholeva | 1'01"00 RG | Sarah Blake Bateman                                                                                                  | 1'02"72  | Christine Mailliet                                                                                                 | 1'02"94  |
| 200 m (dettagli)                | Simona Muccioli | 2'18"21    | Anna Schoholeva | 2'19"56  | Julia Hassler | 2'21"03  |
| Misti                           | |            | |          | |          |
| 200 m (dettagli)                | Hrafnhildur Lúthersdóttir | 2'19"48 RG | Erla Dogg Haraldsdottir                                                                                              | 2'22"84  | Simona Muccioli | 2'27"28  |
| 400 m (dettagli)                | Inga Elin Cryer | 5'03"56 RG | Julia Hassler | 5'05"82  | Simona Muccioli | 5'09"45  |
| Staffette                       | |            | |          | |          |
| 4x100 m stile libero (dettagli) | Islanda Ragnheidur Ragnarsdottir (56"19) Sarah Blake Bateman (58"38) Ingibjorg Jonsdottir (58"24) Johanna Gerda Gustafsdottir (59"25)            | 3'52"06 RG | Lussemburgo Christine Mailliet (58"79) Sarah Rolko (59"41) Kim Nickels (59"68) Dana Gales (1'01"17)                  | 3'59"05  | Cipro Rania Pavlou (1'00"47) Anastasia Christoforou (59"79) Stella Papamiltiadous (1'02"66) Anna Stylianou (59"65) | 4'03"57  |
| 4x200 m stile libero (dettagli) | Islanda Sigrun Bra Sverrisdottir (2'08"14) Ingibjorg Jonsdottir (2'10"41) Sarah Blake Bateman (2'07"99) Johanna Gerda Gustafsdottir (2'06"71)    | 8'33"25 RG | Lussemburgo Christine Mailliet (2'04"52) Sarah Rolko (2'10"76) Christina Roch (2'11"38) Dana Gales (2'11"20)         | 8'37"86  | Cipro Rania Pavlou (2'13"16) Anna Schoholeva (2'08"18) Marilena Georgiou (2'11"74) Anna Stylianou (2'06"08)        | 8'39"16  |
| 4x100 m misti (dettagli)        | Islanda Johanna Gerda Gustafsdottir (1'06"21) Hrafnhildur Lúthersdóttir (1'10"33) Sarah Blake Bateman (1'02"33) Ragnheidur Ragnarsdottir (56"39) | 4'15"26 RG | Cipro Sofia Papadopoulou (1'09"49) Anastasia Christoforou (1'13"65) Anna Schoholeva (1'02"03) Anna Stylianou (56"37) | 4'21"54  | Lussemburgo Sarah Rolko (1'04"02) Aurelie Waltzing (1'17"44) Christine Mailliet (1'02"62) Kim Nickels (59"21)      | 4'23"29  |

## Medagliere
| Posizione | Paese         |    |    |    | Totale |
| --------- | ------------- | -- | -- | -- | ------ |
| 1         | Islanda       | 17 | 11 | 7  | 35     |
| 2         | Lussemburgo   | 9  | 4  | 6  | 19     |
| 3         | Cipro         | 4  | 8  | 7  | 19     |
| 4         | San Marino    | 1  | 2  | 5  | 8      |
| 5         | Liechtenstein | 1  | 2  | 1  | 4      |
| 6         | Andorra       | 0  | 4  | 1  | 5      |
| 7         | Monaco        | 0  | 1  | 5  | 6      |
| Totale    | Totale        | 32 | 32 | 32 | 96     |